# SNK Rockola Hardware
SNK Rockola Hardware es una Placa de arcade creada por SNK destinado a los salones arcade.

## Descripción
El SNK Rockola Hardware fue lanzado por SNK en 1980.
El sistema tenía un procesador 6502, dependiendo del título es la velocidad a la cual trabajaba, estando entre los 705.562 kHz y los 930 kHz. Para el audio, también variaba dependiendo del videojuego que estaba corriendo, podía estar un chip custom, discrete o SN76477 a 705.562 kHz o a 930 kHz, y en algunos casos, hasta más de uno de ellos.
En esta placa funcionaron 5 títulos creados por SNK: Fantasy, Pioneer Balloon, Sasuke Vs. Commander, Satan Of Saturn / Zarzon y Vanguard.

## Especificaciones técnicas

### Procesador
- 6502 trabajando a 705,562 kHz o a 930 kHz

### Audio
- Chip de sonido :
  - custom funcionando a 705,562 kHz o a 930 kHz
  - discrete funcionando a 705,562 kHz o a 930 kHz
  - SN76477 funcionando a 705,562 kHz o a 930 kHz

## Lista de videojuegos
- Fantasy
- Pioneer Balloon
- Sasuke Vs. Commander
- Satan Of Saturn / Zarzon
- Vanguard